# Rolf-Dieter Dörfler
Rolf-Dieter Dörfler (* 29. April 1946) ist ein ehemaliger deutscher Fußballspieler. In der Saison 1969/70 absolvierte er ein Spiel in der Fußball-Bundesliga. 

## Karriere
Dörfler wechselte 1969 vom TSV 1860 Rosenheim in die Bundesliga zum MSV Duisburg. In Duisburg verstärkte er den Angriff um Spieler wie Johannes Riedl, Karl-Heinz Wißmann, Rainer Budde, Bernd Lehmann und Axel Rzany. Dörfler absolvierte sein Debüt unter Trainer Robert Gebhardt, als er beim Spiel gegen Alemannia Aachen in der 51. Spielminute eingewechselt wurde. Sein erstes war auch zugleich sein letztes Spiel in der Bundesliga. Nach der Saison, die der MSV auf dem 15. Tabellenplatz abschloss, wechselte Dörfler in die Fußball-Regionalliga Süd zum 1. Göppinger SV. In der Regionalliga bestritt er 22 Spiele und erzielte fünf Tore. Er debütierte am 16. August 1970 beim 4:2-Heimerfolg des Aufsteigers gegen den FC Schweinfurt 05 in der Regionalliga Süd. Heinz Stickel erzielte drei Tore und Dörfler gelang der Treffer zum 4:2-Endstand. Am letzten Rundenspieltag, den 19. Mai 1971, verabschiedete er sich mit dem Team um den herausragenden Angreifer Willi Hoffmann mit einer 1:3-Niederlage beim FC Bayern Hof aus der zweitklassigen Regionalliga.